# Román Cuello
Román Marcelo Cuello Arizmendi (Santa Lucía, Canelones, 4 de abril de 1977) es un exfutbolista y actual entrenador uruguayo. 

## Trayectoria

### Como jugador
Comenzó su carrera profesional en Montevideo Wanderers entre 1997 y 1998. Los dos años siguientes jugó para el Frontera Rivera Chico de la Primera División de Uruguay, para el año 2001 pasar a Cerro y en 2022 vestir los colores de Miramar Misiones.
Para la temporada 2003, tuvo su primer experiencia en el extranjero, vistiendo los colores del Manta ecuatoriano.Luego de una accidentada salida del equipo ecuatoriano, para la siguiente temporada vuelve al fútbol uruguayo, reforzando al Rentistas, donde marcó 8 goles en 22 partidos. Para 2005, se trasladó al fútbol peruano, donde defendió a Alianza Lima, teniendo un rendimiento decepcionante sin anotar goles en los 10 partidos que tuvo participación.
Durante el primer semestre de 2006, jugó para el Defensor Sporting uruguayo, mientras que en el segundo semestre fue refuerzo de Rangers, donde no logró ayudar a que su equipo mantuviera la categoría de equipo de Primera División. Para la temporada siguiente, defendió la camiseta de Deportes Melipilla.
Luego de un paso por el Juventud Las Piedras uruguayo, en 2008 se sumó al Inter Baku de Azerbaiyán, donde coincidió con su compatriota Walter Guglielmone, además proclamándose campeón de la liga local en mayo de 2008.A fines de febrero de 2009 volvió al fútbol chileno, para defender la camiseta de Palestino. Regresó a Uruguay a mediados de 2009, para jugar por el Racing Club de Montevideo, volviendo a Chile en 2010 para jugar por Cobresal.
Terminó su carrera como futbolista profesional en su país natal, vistiendo las camisetas de Fénix, Boston River y Rampla Juniors, donde puso punto final a su carrera a fines de 2013.

### Como entrenador
Tras titularse como entrenador en 2013, comenzó su carrera dirigiendo a Montevideo Wanderers en 2019, siendo cesado de su cargo en septiembre del mismo año debido a malos resultados. En diciembre de 2019, es anunciado como nuevo entrenador de Liverpool Fútbol Club para la temporada 2020, dirigiendo al equipo hasta octubre de 2020, logrando obtener la Supercopa Uruguaya de la temporada. En julio de 2021 es contratado como nuevo entrenador del Montevideo City Torque. En abril de 2022 es anunciada su destitución del cargo.
En junio de 2023, es anunciado como el flamante entrenador de Deportes Temuco de la Primera B chilena.Luego de una derrota como local ante Barnechea el 18 de mayo de 2024, es anunciada su desvinculación del equipo albiverde.

## Clubes

### Como jugador
| Club                      | País       | Año       |
| ------------------------- | ---------- | --------- |
| Montevideo Wanderers      | Uruguay    | 1997-1998 |
| Frontera Rivera Chico     | Uruguay    | 1999-2000 |
| Cerro                     | Uruguay    | 2001      |
| Miramar Misiones          | Uruguay    | 2002      |
| Manta                     | Ecuador    | 2003      |
| Rentistas                 | Uruguay    | 2004      |
| Alianza Lima              | Perú       | 2005      |
| Defensor Sporting         | Uruguay    | 2006      |
| Rangers                   | Chile      | 2006      |
| Deportes Melipilla        | Chile      | 2007      |
| Juventud de Las Piedras   | Uruguay    | 2008      |
| Inter Baku                | Azerbaiyán | 2008-2009 |
| Palestino                 | Chile      | 2009      |
| Racing Club de Montevideo | Uruguay    | 2009-2010 |
| Cobresal                  | Chile      | 2010      |
| Fénix                     | Uruguay    | 2011-2012 |
| Boston River              | Uruguay    | 2012-2013 |
| Rampla Juniors            | Uruguay    | 2013      |

### Estadísticas como entrenador
| Club                   | País    | Año       | J   | G  | E  | P  | GF  | GC  | DG  | Rendimiento |
| ---------------------- | ------- | --------- | --- | -- | -- | -- | --- | --- | --- | ----------- |
| Montevideo Wanderers   | Uruguay | 2019      | 28  | 9  | 8  | 11 | 36  | 43  | -7  | 41.66%      |
| Liverpool              | Uruguay | 2020      | 18  | 8  | 4  | 6  | 33  | 27  | +6  | 51.85%      |
| Montevideo City Torque | Uruguay | 2021-2022 | 34  | 13 | 10 | 11 | 54  | 44  | +10 | 48.04%      |
| Deportes Temuco        | Chile   | 2023-2024 | 36  | 13 | 7  | 16 | 41  | 46  | -5  | 42.59%      |
| Total                  | Total   | Total     | 116 | 43 | 29 | 44 | 164 | 160 | +4  | 45.4%       |

## Palmarés

### Como jugador
| Título       | Club       | País       | Año     |
| ------------ | ---------- | ---------- | ------- |
| Liga Premier | Inter Baku | Azerbaiyán | 2007-08 |

### Como entrenador
| Título             | Club      | País    | Año  |
| ------------------ | --------- | ------- | ---- |
| Supercopa Uruguaya | Liverpool | Uruguay | 2020 |